# Lignes aériennes congolaises
 (mai 2017).
LAC Votre Compagnie
La compagnie Lignes aériennes congolaises est le nom de la compagnie aérienne nationale de la république démocratique du Congo. La compagnie a son siège à Kinshasa et son administration centrale dans l'aéroport de N'Djili, Kinshasa.
La compagnie fait suite à Air Zaïre (anciennement Air Congo), Son agence de Bruxelles a été déclarée en faillite en 1995 par un tribunal belge. Un accord a été conclu avec la curatrice belge pour liquidation.
En 2009, LAC achète un Boeing 737-200 ADV en Afrique du Sud et reprend les vols en propre sur le réseau domestique. Un  plan pour reprendre tous les réseaux est en cours de démarrage par un partenariat stratégique.
Pendant près de 10 années sans avion en propre, la compagnie LAC exploitait en partenariat commercial Avec CityBird, Sunna Aviation, Air Zimbabwe, Air Tanzania, 
Et actuellement par accord commercial, LAC a mis ses droits de trafic et est rémunérée par royalties pour :
- l'exploitation de la ligne Nairobi-Lubumbashi par Kenya Airways 7 fréquences par semaine ;
- l'exploitation de la ligne Addis Abebba-Lubumbashi par Ethiopian Airlines 7 fréquences par semaine ;
- l'exploitation de la ligne Bruxelles -Kinshasa par Brussels Airlines 2 fréquences par semaine ;
- l'exploitation de la ligne Nairobi-Kisangani-Entebbe par Kenya Airways 3 fréquences par semaine ;
- l'exploitation de la ligne Lusaka-Lubumbashi par Zambezi Airlines 3 fréquences par semaine ;
- l'exploitation de la lignes Lubumbashi-Johannesburg 2 fréquences par semaine. Cette ligne va bientôt[Quand ?] commencer.

LAC est transformée en SARL en décembre 2010. Elle a conclu un accord avec les syndicats pour résoudre le problème de la dette sociale (120 millions de dollars américains) qui l'empêchait d'avoir des bons partenariats. Ce problème est résolu car les syndicats ont accepté la décote de 85 %. Le personnel touche déjà les 15 % convenus. Ceux qui sont éligibles à la retraite viennent de recevoir leur lettre de fin carrière et partent bientôt. L'assainissement du personnel est enclenché pour une relance viable, rentable et durable de l'exploitation de tous les trois réseaux interpénétrés domestique, africain, intercontinental.
LAC est restée toujours en activité réduite à l'assistance au sol et la location de ses droits de trafic lui est concédée par l'État congolais. Pour surmonter l'interdiction d'exploitation dans l'Union européenne, les droits de LAC sont utilisés actuellement par la compagnie belge Brussels Airlines sur Bruxelles.